# Coniophanes
Coniophanes is een geslacht van slangen uit de familie toornslangachtigen (Colubridae) en de onderfamilie Dipsadinae.

## Naam en indeling
De wetenschappelijke naam van de groep werd voor het eerst voorgesteld door Edward Hallowell in 1860. De slangen werden eerder aan andere geslachten toegekend, zoals Coronella, Tachymenis en Erythrolamprus. Er zijn zeventien soorten, inclusief de pas in 2009 wetenschappelijk beschreven soort Coniophanes michoacanensis.

## Uiterlijke kenmerken
De slangen hebben een ronde pupil en gladde schubben, er zijn 17 tot 25 schubbenrijen op het midden van het lichaam.

## Verspreiding en habitat
De soorten komen voor in delen van Noord-, Midden- en Zuid-Amerika en leven in de landen Verenigde Staten, Mexico, Belize, Guatemala, Honduras, El Salvador, Nicaragua, Costa Rica, Panama, Ecuador, Peru en Colombia.
De habitat bestaat uit tropische en subtropische bossen, zowel vochtige berg- en laaglandbossen als droge bossen. Ook in door de mens aangepaste streken zoals plantages, akkers als weilanden kunnen de dieren worden aangetroffen.

## Beschermingsstatus
Door de internationale natuurbeschermingsorganisatie IUCN is aan veertien soorten een beschermingsstatus toegewezen. Zeven soorten worden gezien als 'veilig' (Least Concern of LC), vijf soorten als 'onzeker' (Data Deficient of DD) en een soort als 'kwetsbaar' (Vulnerable of VU). De soort Coniophanes andresensis ten slotte wordt beschouwd als 'ernstig bedreigd' (Critically Endangered of CR).

## Soorten
Het geslacht omvat de volgende soorten, met de auteur en het verspreidingsgebied.
| Naam                        | Auteur                          | Verspreidingsgebied                                                                                      |
| --------------------------- | ------------------------------- | --- |
| Coniophanes alvarezi        | Campbell, 1989                  | Mexico                                                                                                   |
| Coniophanes andresensis     | Bailey, 1937                    | Colombia                                                                                                 |
| Coniophanes bipunctatus     | Günther, 1858                   | Mexico, Guatemala, Honduras, Belize, Nicaragua, Costa Rica, Panama, mogelijk in El Salvador              |
| Coniophanes dromiciformis   | Peters, 1863                    | Ecuador, Peru                                                                                            |
| Coniophanes fissidens       | Günther, 1858                   | Mexico, Belize, Guatemala, Honduras, El Salvador, Nicaragua, Costa Rica, Panama, Ecuador, Peru, Colombia |
| Coniophanes imperialis      | Baird, 1859                     | Verenigde Staten (Texas), Mexico, Belize, Guatemala, Honduras                                            |
| Coniophanes joanae          | Myers, 1966                     | Panama                                                                                                   |
| Coniophanes lateritius      | Cope, 1862                      | Mexico                                                                                                   |
| Coniophanes longinquus      | Cadle, 1989                     | Ecuador, Peru                                                                                            |
| Coniophanes melanocephalus  | Cadle, 1989                     | Mexico                                                                                                   |
| Coniophanes meridanus       | Schmidt & Andrews, 1936         | Mexico                                                                                                   |
| Coniophanes michoacanensis  | Flores-Villela & Smith, 2009    | Mexico                                                                                                   |
| Coniophanes piceivittis     | Cope, 1869                      | Mexico, Honduras, El Salvador, Guatemala, Nicaragua, Costa Rica                                          |
| Coniophanes quinquevittatus | Duméril, Bibron & Duméril, 1854 | Mexico, Guatemala                                                                                        |
| Coniophanes schmidti        | Bailey, 1937                    | Mexico, Belize, Guatemala                                                                                |
| Coniophanes taeniata        | Peters, 1870                    | Mexico                                                                                                   |
| Coniophanes taylori         | Hall, 1951                      | Mexico                                                                                                   |